# 헌릉로
헌릉로(獻陵路, Heolleung-ro)는 서울특별시 서초구 양재동 염곡사거리에서 경기도 성남시 수정구 산성동 산성역사거리를 잇는 도로다.

## 역사
- 1955년 6월 15일 : 복정동~수어장대 연결도로를 우남로(雩南路)로 명명. 이승만의 호를 땀.[1][2]
- 1960년 4월 : 우남로 표지석 철거[2]
- 1971년 9월 3일 : 양재동~복정동 간 서울특별시 구간을 대곡로(大谷路)로 개설. 대모산과 인릉산 사이의 큰 골짜기에 놓인 도로라는 의미이며, 본래 폭 20m에 총 연장 8.5km인 도로로 개설할 계획이었지만 건설 중 변경됨.[3]
- 1984년 11월 7일 : 대곡로를 헌릉로(獻陵路)로 개칭[4]
- 1986년 : 복정동~산성동 간 성남시 구간을 약진로(躍進路)로 개설[5][2]
- 2002년 2월 : 약진로를 우남로로 개칭[6]
- 2009년 7월 10일 : 헌릉로와 우남로를 통합하여, 2개 이상 시·도에 걸쳐 있는 도로로 헌릉로를 고시[7]
- 2023년 7월 8일: 1구간 중앙버스차로 개통[8]

## 주요 경유지
서울특별시
- 서초구 - 강남구 - 송파구

경기도
- 성남시 수정구

## 노선
| 이름                      | 접속 노선                                                | 소재지          | 소재지                | 비고                                    |
| 강남대로와 직결           | 강남대로와 직결                                          | 강남대로와 직결 | 강남대로와 직결       | 강남대로와 직결                         |
| ------------------------- | -------------------------------------------------------- | --------------- | --------------------- | --------------------------------------- |
| 염곡사거리 (염곡지하차도) | 국도 제47호선 (양재대로)                                 | 서울특별시      | 서초구                | 서울특별시도 제41호선 구간              |
| 청계산입구삼거리          | 청계산로                                                 | 서울특별시      | 서초구                | 서울특별시도 제41호선 구간              |
| 염곡 나들목               | 양재대로12길                                             | 서울특별시      | 서초구                | 서울특별시도 제41호선 구간              |
| 내곡 나들목               | 서울특별시도 제51호선 (분당내곡로)                       | 서울특별시      | 서초구                | 서울특별시도 제41호선 구간              |
| 헌인릉입구 교차로         | 헌인릉길                                                 | 서울특별시      | 서초구                |                                         |
| 헌릉 나들목               | 171호선 용인서울고속도로                                 | 서울특별시      | 서초구                |                                         |
| (세곡푸르지오)            | 자곡로                                                   | 서울특별시      | 강남구                |                                         |
| 세곡1교                   |                                                          | 서울특별시      | 강남구                |                                         |
| 세곡동사거리              | 국가지원지방도 제23호선 (밤고개로)                       | 서울특별시      | 강남구                |                                         |
| 세곡삼거리                | 위례터널 헌릉로718길                                     | 서울특별시      | 강남구                |                                         |
| 율현삼거리                | 헌릉로745길                                              | 서울특별시      | 강남구                |                                         |
| 대곡교                    |                                                          | 서울특별시      | 강남구                |                                         |
| 송파구                    |                                                          | 서울특별시      |                       |                                         |
| 복정 교차로               | 서울특별시도 제61호선 (동부간선도로) 분당수서로          | 서울특별시      |                       |                                         |
| 복정역 교차로             | 국도 제3호선 서울특별시도 제71호선 (송파대로) (성남대로) | 서울특별시      |                       |                                         |
| 송파 나들목               | 100호선 수도권제1순환고속도로                            | 서울특별시      |                       |                                         |
| 창곡천교                  |                                                          | 서울특별시      | 지방도 제342호선 구간 |                                         |
| 창곡천교                  | 성남시                                                   | 수정구          | 지방도 제342호선 구간 |                                         |
| 복정삼거리                | 성남시                                                   | 수정구          | 지방도 제342호선 구간 | 헌릉로890번길                           |
| (이름 없음)               | 성남시                                                   | 수정구          | 지방도 제342호선 구간 | 위례터널 위례서로                       |
| 창곡 교차로 (남위례역)    | 성남시                                                   | 수정구          | 지방도 제342호선 구간 | 위례대로 공원로                         |
| 산성역사거리              | 성남시                                                   | 수정구          | 지방도 제342호선 구간 | 지방도 제342호선 (수정로) 수정로366번길 |

## 주요 건물 및 시설
- KOTRA, 외국기업창업지원센터 (서울특별시 서초구 헌릉로 7)
- 현대자동차 (서울특별시 서초구 헌릉로 12)
- 기아 (서울특별시 서초구 헌릉로 12)
- 염곡치안센터 (서울특별시 서초구 헌릉로 73)
- 서울특별시어린이병원 (서울특별시 서초구 헌릉로 260)
- 대왕파출소 (서울특별시 강남구 헌릉로 623)
- 송파공영차고지 (서울특별시 송파구 헌릉로 869)
- 위례119안전센터 (경기도 성남시 수정구 헌릉로 1003)